# Silnice I/23

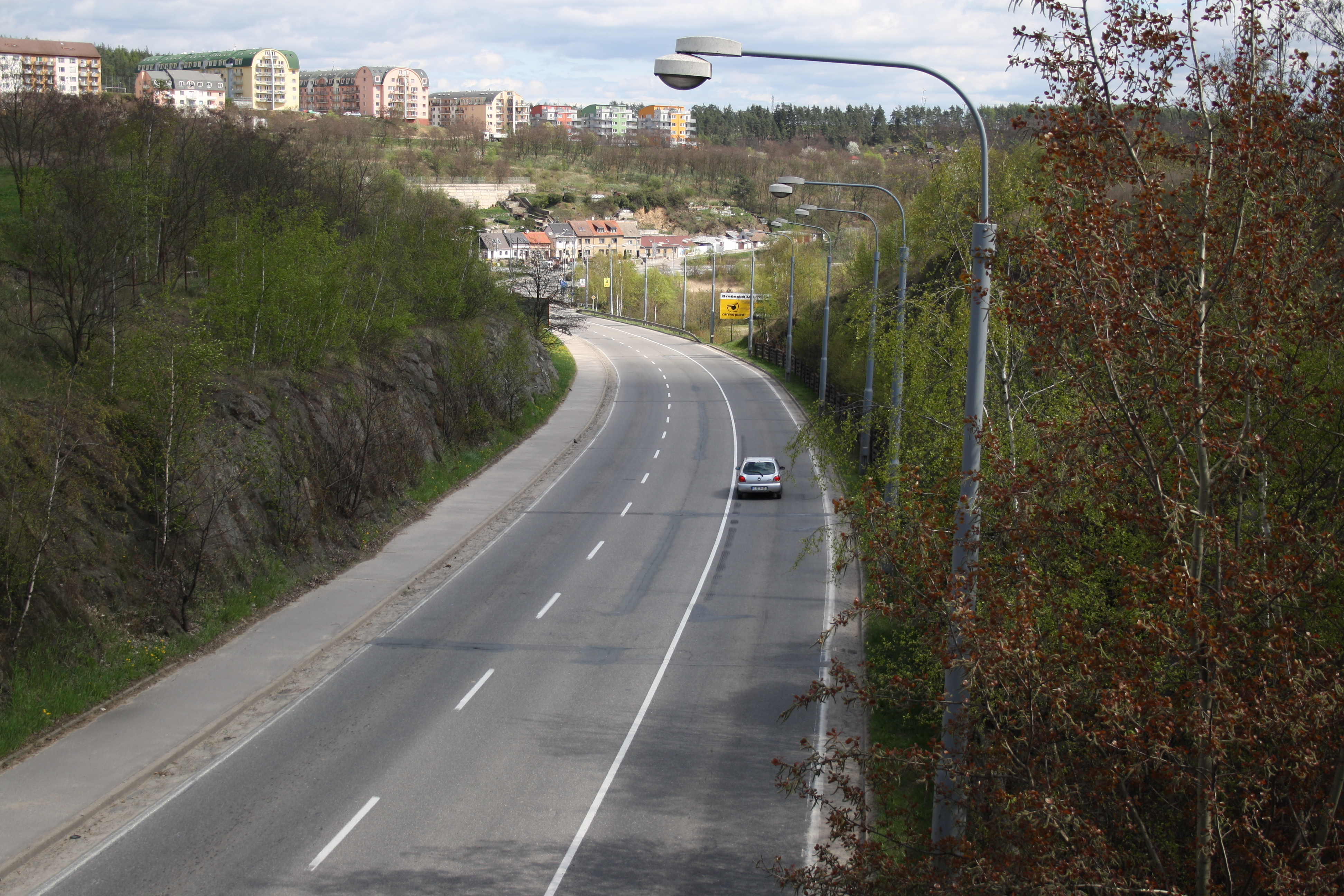
Silnice I/23 v Třebíči

Silnice I/23 je česká silnice I. třídy propojující Jihočeský a Jihomoravský kraj přes Vysočinu; je to nejjižněji položená spojnice I. třídy mezi Čechami a Moravou. Začíná na křížení se silnici I/3 mezi Soběslaví a Veselím nad Lužnicí a končí v Brně na křížení se silnicí I/42. Celková délka silnice je 145,214 km.
Silnice vede téměř přesně v rovnoběžkovém směru a prochází městy Kardašova Řečice, Jindřichův Hradec, Telč, Třebíč, Náměšť nad Oslavou a Rosice. Na své trase kříží dálnici D3, silnice první třídy I/34 a I/38 a dálnici D1. V Brně je po ní krátce vedena evropská silnice E461 a mezi Jindřichovým Hradcem a Jarošovem nad Nežárkou také E551 (peáž se silnicí I/34). V úseku mezi Kývalkou a Starým Lískovcem je trasa přerušena dálnicí D1 vedoucí týmž směrem.

## Historie
Dnešní silnice I/23 je odedávna důležitou spojnicí jižních Čech se západní Moravou a Brnem. V její stopě byl také veden jeden z meziválečných návrhů páteřní československé dálnice (jižní větev).
Po roce 1934 byl v celostátním silničním plánu republiky úsek mezi dnešní dálnicí D1 a Jindřichovým Hradcem číslován jako silnice I. A třídy číslo 35 a úsek spojující Jindřichův Hradec a dnešní silnici I/3 jako silnice, která měla být součástí hlavní silniční sítě pod označením II. Mezi lety 1940 a 1945 byla po začlenění protektorátních silnic do německého systému rozdělena na říšské silnice 371 a 342.
Od roku 1946 nese silnice číslo 23. Původně začínala na západním konci již u města Písek na křižovatce se silnicí I/20. Od roku 1998 je úsek spojující silnice I/20 a I/3 přes město Týn nad Vltavou degradován na silnici druhé třídy II/159. Za městem Jindřichův Hradec byla trasa silnice v 90. letech přeložena do trasy dosavadní silnice III. třídy a původní úsek přes Kunžak nese označení II/164.
Brněnský úsek mezi dálnicí D1 a silnicí I/42, tvořící Pražskou radiálu, byl do roku 1997 číslován jako I/40 a pak byl s ohledem na tehdejší osazení dopravní značkou IP 15a Silnice pro motorová vozidla neoficiálně označován také jako R23. Po reformě označování rychlostních silnic v Česku od 1. ledna 2016 tento úsek spadá do kategorie silnic pro motorová vozidla.

### Stavby v 90. letech 20. století
Mezi lety 1997 a 1998 byl vybudován jižní obchvat Strmilova u Jindřichova Hradce. Do užívání byl předán 23. července 1998. Obchvat má délku 1900 metrů a vyjma silnice I/23H vedené Strmilovem kříží starou trasu dnes označovanou jako silnice II/164 a silnice 3. třídy III/1343, III/02317H III/40916. V případě silnice III/1343 došlo k úpravě křížení s původní silnicí 3. třídy, do jejíž trasy byla přeložena silnice I/23. V místě začátku obchvatu Strmilova proto došlo k úpravě křížení z původního tvaru Y na dnešní tvar X umístěný východněji. Část původní komunikace je dodnes zachována západně od křižovatky jako odbočka k přilehlému stavení. U silnice III/02317H směřující do Leštiny došlo stavbou obchvatu k jejímu přerušení; původně vedla až do Strmilova.

### Stavby po roce 2000
Začátkem 21. století byl vystavěn obchvat Dolních Dvorců.
V roce 2017 (květen–srpen) proběhla oprava silnice mezi Třebíčí a Vladislaví. V srpnu 2017 bylo oznámeno, že probíhá již třetí ekonomická studie na stavbu obchvatu městyse Vladislav. Ten by musel vést náročným terénem a obsahoval by dva mosty. V roce 2017 byl opraven první výtluk, který vznikl nedaleko Studence kvůli vyhnilému pařezu pod tělesem silnice. Takových výtluků má být v části silnice u Studence, která byla rozšiřována v 60. letech a pařezy byly překryty asfaltem, pravděpodobně 16.
V roce 2018 došlo k úpravě křižovatky se silnicí I/38 v osadě Kasárna, kdy byla průsečná úrovňová křižovatka nahrazena kruhovým objezdem.
V roce 2018 byla zrekonstruována silnice ve Vladislavi, následně mělo dle nové metodiky dojít k novému vyhodnocení případného obchvatu obce. Dne 29. března 2018 se konal seminář spolku Regio 2020, kdy starostové obcí a další účastníci řešili úpravy obchvatu městyse Vladislav a úpravy silnice II/351 z Třebíče do Valče. V roce 2023 byla zrekonstruována část silnice mezi Kralicemi nad Oslavou a Rapoticemi a v roce 2024 byla rekonstruována část silnice mezi Třebíčí a Vladislaví, která byla poškozena při velkých deštích na podzim roku 2024. Pro rok 2025 je v plánu rekonstrukce silnice mezi Předínem a křižovatkou u Kasáren a úseku mezi Třebíčí a Červenou Hospodou.

## Budoucnost

### Obchvaty obcí a měst
V roce 2021 byl v přípravě obchvat Kardašovy Řečice s předpokládanou realizací v letech 2025–2027 s kódem stavby ŘSD C69 a ve fázi studie s kódem stavby C53 obchvat Nové Olešné, obojí v okrese Jindřichův Hradec.

## Vedení silnice

### Jihočeský kraj

#### Okres Tábor
úsek 2,690 km
- křížení s I/3
- mimoúrovňové křížení s D3

#### Okres Jindřichův Hradec
Hranice okresu – Jindřichův Hradec
- Doňov
- Újezdec, křížení s III/14719 (0,729)
- křížení s III/13524 (2,208)
- Pleše, křížení s III/14720 (2,607)
- Kardašova Řečice, křížení s II/147 (0,147)
  - křížení s III/12843 (0,325)
  - křížení s III/0239 (1,430)
- křížení s III/1488 (0,543)
- křížení s III/02310 (6,013)
- Děbolín, křížení s III/02311 a III/14810 (2,982)
- Jindřichův Hradec, křížení a peáž s II/128 (1,021)

Peáž s I/34
- Jindřichův Hradec
  - křížení a peáž s I/34 (E551) (0,279)
  - křížení s III/12852 (3,506)
- Dolní Skrýchov
- Rodvínov, křížení s III/0345 (1,798)
- Jarošov nad Nežárkou, křížení s III/12855 (0,565)

Přeložka Jarošov nad Nežárkou – obchvat Strmilova
- Jarošov nad Nežárkou
  - křížení a konec peáže s I/34 (0,459)
  - křížení s II/134 (1,076)
- křížení s III/1342a (0,349)
- křížení s III/1342 (2,106)
- křížení s III/1344 (3,568)
- Nová Olešná, křížení s III/13425 (3,096)

Obchvat Strmilova (1997–1998)
- křížení s III/1343 a I/23H, začátek obchvatu Strmilova (0,558)
- křížení s II/164 (0,254)
- křížení s III/02317H (1,077)
- křížení s I/23H (2,729)

Strmilov až hranice Jihočeského kraje
- Zemská hranice Čechy – Morava – osazena hraničním kamenem z roku 1801, který nechal umístit Leopold Podstatský - Lichtenštejn, a mezníkem[17]
- křížení s III/40917 (2,934)
- Jilem
- křížení s II/409, začátek peáže (0,626)
- Studená, křížení s III/4081 (0,308)
  - křížení s II/409, konec peáže (0,933)
- křížení s III/40616 (0,483)
- křížení s III/02319 (3,574)

### Kraj Vysočina

#### Okres Jihlava
úsek 1,834 km
- Hamry
- Mrákotín, křížení s III/40614 (0,381)
  - křížení s III/11260 (1,596)
- Papírna, křížení s III/40615 (3,554)
- Krahulčí
- křížení s III/02320 (0,416)
- Telč, křížení a peáž s II/406 (0,974)
  - křížení a peáž s II/112, konec peáže II/406 (1,053)
  - křížení s II/112, konec peáže (0,106)
  - křížení s III/02321 (1,519)
- křížení s II/403 (3,524)
- Dolní Dvorce
- křížení s III/02322 (5,547)
- Olšany
- Stará Říše, křížení s II/407 (3,460)
- Markvartice
- křížení s I/38 (2,426)

#### Okres Třebíč
úsek 0,226 km
- Hory
- Předín, křížení s III/4027 (0,147)
  - křížení s III/4026 a III/03832 (2,675)
- Štěměchy, křížení s III/02323 (2,936)
- Veverka, křížení s III/4056 (3,013)
- Markvartice
- křížení s III/4106 (1,940)
- křížení s III/40614 (1,164)
- Červená Hospoda, křížení s II/405 (0,094)
- křížení s III/4101 (0,017) a III/02324
- Třebíč, křížení s III/02324 (1,726)
  - křížení s II/410 (1,492)
  - křížení s II/351, peáž (0,428)
  - křížení s III/36062 (0,249)
  - křížení s III/36075 (0,252)
  - křížení s místní komunikací (0,505)
  - křížení s II/351, peáž s II/360 (0,766)
  - křížení s II/360 (0,678)
- křížení s III/02325 (2,026)
- křížení s III/39017 (3,063)
- křížení s III/35118 (0,612)
- Vladislav, křížení s III/39018 (0,228)
  - křížení s II/401 a III/39014 (2,452)
- křížení s III/39015 (0,449)
- křížení s III/39911 (2,311)
- křížení s III/3907 (0,122)
- křížení s III/3999 (0,744)
- křížení s III/3905 (3,477)
- křížení s II/399, peáž (1,829)
- Náměšť nad Oslavou, křížení s III/3906 (0,514)
- křížení s III/02326 (0,799)
- křížení s II/399, konec peáže (0,679)
- křížení s III/39212	(2,968)
- Kralice nad Oslavou, křížení s II/392 (0,332)
  - křížení s III/02327 (2,206)
- křížení s III/3932 (1,455)
- Rapotice, křížení s III/3951 (0,046)
  - křížení s II/393 (1,448)

### Jihomoravský kraj

#### Okres Brno-venkov
úsek 1,179 km
- Vysoké Popovice, křížení s III/3958 (2,608)
- křížení s III/39411 (3,632)
- Zastávka, křížení s II/395, peáž (0,181)
  - křížení s II/395 (1,061)
- Rosice, křížení s III/3941 (0,305)
  - křížení s III/00213 (0,475)
  - křížení s III/00215 (1,264)
  - křížení s III/3942 (1,177)
- křížení s II/394, začátek čtyřpruhu (1,056)
- křížení s II/602, peáž (1,209)
- křížení s D1 (Exit 182 Kývalka), dále pokračuje peáží po II/602

Další větev silnice I/23 je spojka mezi dálnicí D1 (Exit 190 Brno-západ) a městským okruhem I/42, tzv. Pražská radiála.
- křížení s III/5272
- křížení s II/602
- MÚK
- Pisárecký tunel
- I/42, tunel Hlinky.

## Modernizace silnice
| Číslo | Název                         | Délka  | Kategorie     | Zahájení výstavby | Uvedení do provozu | Mimoúrovňové křižovatky       |
| ----- | ----------------------------- | ------ | ------------- | ----------------- | ------------------ | ----------------------------- |
| C69   | Kardašova Řečice              | 4,4 km | 9,5/90        | plánováno 2029    | plánováno 2031     | Kardašova Řečice-jih          |
| C53   | Nová Olešná                   | 1,7 km | 9,5/70        | bude oznámeno     | bude oznámeno      |                               |
| J82   | Dobrá Voda, úprava křižovatky | 0,5 km | 9,5/90        | 04/2025           | plánováno 2025     |                               |
| J73   | Třebíč, obchvat               | 6,0 km | 9,5/70        | plánováno 2027    | plánováno 2030     | Znojemská Hrotovická Brněnská |
| J76   | Třebíč–Vladislav              | 3,9 km | 9,5/90 8,5/50 | plánováno 2026    | plánováno 2027     |                               |
| J75   | Vladislav, obchvat            | 3,3 km | 9,5/90        | plánováno 2030    | plánováno 2032     | Vladislav-západ               |

## Související silnice
- I/23H Strmilov I/23 – křížení s II/164 (0,517)- křížení s III/40916 (0,417) – křížení s III/13415 (0,088) – křížení s I/23 (0,437)
- II/158 – dříve I/23
- II/164 – dříve I/23
- III/0231 Tálín, II/159 – Kukle (1,413)
- III/0233 II/159 – Újezd (0,966)
- III/0234 Albrechtice nad Vltavou, II/159 – Hladná (2,037)
- III/0235 Týn nad Vltavou, II/105 – Hněvkovice na levém břehu Vltavy (3,573)
- III/0236 II/159 – Smilkovice – křížení s II/147 (2,707) – Dobšice, křížení s III/10566 (1,059) – Dolní Kněžeklady, křížení s III/14710 (2,090) – III/10567 (0,309)
- III/0237 II/159 – Čenkov u Bechyně (1,776)

- III/0239 Kardašova Řečice, odbočka k žst. (0,482)
- III/02310 odbočka Plasná (1,444)
- III/02311 Děbolín – křížení s III/02311a (0,746) Velký Ratmírov (1,460)
- III/02311a odbočka III/02311 – žst Děbolín (0,112)
- III/02312 spojka Jindřichův Hradec, I/34 – Na Baště, II/164 (2,097)
- III/02313 II/164 – Lomy (0,023) – II/164 (0,257)
- III/02314 II/164 – žst. Kunžak (0,532)
- III/02315 Kunžak, II/164 – Střížovice, křížení s III/02318 (3,573)
- III/02316 Kunžak, II/164 – Jalovčí – Suchdol (4,180)
- III/02317H Strmilov, odbočka Leština (2,148)
- III/02318 II/164 – Budkov – Střížovice, křížení s III/1343a (2,078), křížení s III/02315 (0,764) – žst. Střížovice (2,158)
- III/02319 odbočka Dolní Bolíkov (0,790)

- III/02321 | Pahýl | Tato část článku je příliš stručná nebo postrádá důležité informace. Pomozte Wikipedii tím, že ji vhodně rozšíříte. |
- III/02322 | Pahýl | Tato část článku je příliš stručná nebo postrádá důležité informace. Pomozte Wikipedii tím, že ji vhodně rozšíříte. |
- III/02323 | Pahýl | Tato část článku je příliš stručná nebo postrádá důležité informace. Pomozte Wikipedii tím, že ji vhodně rozšíříte. |
- III/02324 | Pahýl | Tato část článku je příliš stručná nebo postrádá důležité informace. Pomozte Wikipedii tím, že ji vhodně rozšíříte. |
- III/02325 | Pahýl | Tato část článku je příliš stručná nebo postrádá důležité informace. Pomozte Wikipedii tím, že ji vhodně rozšíříte. |
- III/02326 | Pahýl | Tato část článku je příliš stručná nebo postrádá důležité informace. Pomozte Wikipedii tím, že ji vhodně rozšíříte. |
- III/02327 | Pahýl | Tato část článku je příliš stručná nebo postrádá důležité informace. Pomozte Wikipedii tím, že ji vhodně rozšíříte. |